# Rick Flag
Rick Flag es el nombre de tres personajes ficticios que aparecen en el universo de DC Comics. Aunque cada personaje comparte el mismo nombre, se los retrata como miembros distintos de la familia (padre, hijo y nieto) que normalmente desempeñan papeles importantes en la colaboración con el gobierno y el ejército de los Estados Unidos dentro del Universo DC.
El padre, Richard Flag (Rick Flag Sr.) estaba en el Escuadrón Suicida original, una unidad de la Segunda Guerra Mundial. Después de la guerra fue miembro de la Fuerza Especial X. El hijo, Rick Flag Jr. es la encarnación más destacada y reconocida del personaje en los cómics y otros medios. Por lo general, se lo retrata como el comandante de campo de la moderna Task Force X, también conocida como Suicide Squad y era un miembro de los Héroes Olvidados. 
En algunas versiones, el personaje fue representado alternativamente como un soldado llamado Anthony Miller, a quien se sugirió que se le habían implantado recuerdos falsos, creyéndose ser el hijo del Rick Flag original. Sin embargo, en las continuidades modernas, este aspecto a menudo se ignora. En ciertos recuentos, Rick Flag Jr. a veces es retratado como el nieto del Rick Flag original, en lugar de su hijo directo.
El personaje hizo su debut en acción real en la serie de televisión Smallville, interpretado por Ted Whittall. Joel Kinnaman interpretó a Rick Flag Jr. en las películas de acción en vivo del Universo extendido de DC, Escuadrón suicida (2016) y The Suicide Squad (2021) y Frank Grillo dará voz a Rick Flag Sr. en la serie animada del Universo DC Creature Commandos (2024) y lo interpretara en acción real en la película Superman y la segunda temporada de la serie Peacemaker (ambas de 2025).

## Biografía del personaje ficticio

### Rick Flag Sr.
Richard Montgomery Flag lideró una división en la Segunda Guerra Mundial llamada Escuadrón del Suicidio. En su primera misión, Flag fue el único sobreviviente. Después de eso disfrutó un éxito creciente y mortalidad decreciente. Después de la guerra, se casó con Sharon Race. En 1951, con la desaparición de la Sociedad de la Justicia de América y otros superhéroes, el presidente Harry S. Truman volvió a llamar a Flag cuando creó la Fuerza Especial X.
La Fuerza Especial X tendría dos unidades: la unidad militar "Argenta" (dirigida por "Control"), y la unidad civil "Escuadrón Suicida" que se ocupará de los asuntos civiles - villanos enmascarados y similares. El General Jeb Stuart conduciría el aspecto militar para tratar con las crisis nacionales e internacionales. Aunque la actividad registrada de Argenta cesó después de 1960, el Escuadrón Suicida de Stuart continuó. Con el tiempo, Flag se sacrificó para detener la ex némesis de Halcón Negro, War Wheel.

### Rick Flag Jr.
Flag fue reemplazado en el Escuadrón por su hijo ahora adulto, Richard Rogers Flag. El joven Rick dirigió un equipo nuevo y público que incluía a su novia, Karin Grace, el Dr. Hugh Evans, y Jess Bright. En una misión trágica en Camboya fueron perseguidos por un yeti. Evans, Bright y el yeti cayeron en una grieta, probablemente hacia la muerte. Bright sobrevivió, enojado por haber sido dejado atrás.
Bright, congelado y casi muerto, fue encontrado por los chinos que lo rescataron y curaron. Luego pasó a los rusos que lo transformaron en el monstruo biónico llamado Koshchei el Inmortal. Con su experiencia en ingeniería, Bright ayudó a crear la Brigada de los Rocket Red y le echó una mano a la nación de Qurac al montar su equipo metahumano, la Yihad. Grace también secretamente llevaba al hijo de Flag y lo dejó con una familia adoptiva. Más tarde, Rick fue enviado a infiltrarse en los Héroes Olvidados como espía para el gobierno. Después de la "muerte" del líder de los Héroes Olvidados, el Hombre Inmortal, el equipo se disolvió y Flag trabajó en secreto para el gobierno estadounidense.
Rick Flag Jr. fue aprovechado por el gobierno para dirigir el nuevo Escuadrón Suicida conformado por Amanda Waller, un papel que asumió a regañadientes. Inmediatamente, Rick mostró signos de inestabilidad, que se agravaron cuando Karin Grace se convirtió en la médica del equipo. Flag odiaba trabajar con los delincuentes bajo su mando, y resentía la idea de que él y Deadshot eran similares en forma alguna.
Había puntos brillantes entre el Escuadrón Suicida sin embargo, ya que el equipo no estaba completamente lleno de criminales. Nightshade, aunque le molestaba Flag al principio cuando se vio obligada a convertirse en cómplice de asesinato cuando se convirtió en una operativa encubierto en la Yihad, se sintió atraída por él. Ella nunca fue capaz de admitir sus sentimientos por él, además que él nunca se dio cuenta.
Flag también mantuvo buenas relaciones con Némesis y Tigre de Bronce, a pesar de que ambos estaban en cierto modo opuestos a Flag. Aunque Némesis tenía sentimientos por Nightshade, algo de lo que Flag no era consciente, salió del camino y respetó los sentimientos de Nightshade. Del mismo modo, el Tigre fue originalmente aprovechado para convertirse en el líder del equipo, pero en cambio fue reemplazado por Flag, algo con lo que el Tigre no tenía problemas.
La lealtad que Flag tenía hacia sus compañeros y Waller fue evidente en el hecho de que no vaciló en un conflicto con la Liga de la Justicia con el fin de liberar a Némesis del cautiverio soviético. También amenazó a un burócrata que amenazaba la posición de Waller.
Esto no ayudó en nada a aliviar la inestabilidad mental de Flag, y pronto se agravó. Flag encabezó un escuadrón diferente en una misión mortal que implicaba a la Patrulla del Mal de la que era el único sobreviviente. La muerte de Karin Grace también sirvió para incrementar esto y llegó a un punto crítico cuando el senador Cray amenazó con revelar la existencia del Escuadrón Suicida al público.
Sin saberlo él, Amanda Waller ya se había ocupado de la amenaza, y Flag se propuso asesinar a Cray con el fin de garantizar la existencia del Escuadrón Suicida, aunque detestaba algunos de sus miembros. El escuadrón se propuso detenerlo, con la autorización para hacerlo por cualquier medio. El villano Deadshot encontró a Flag y Cray, pero en vez de matar a Flag, Deadshot asesinó al senador. Flag se vio obligado a huir, y así, la existencia del Escuadrón Suicida fue revelada.
Flag se dedicó a destruir al equipo Yihad de una vez por todas tras enterarse de que su padre había atacado previamente su fortaleza, Jotunheim, durante la Segunda Guerra Mundial con el fin de neutralizar un prototipo nazi de arma nuclear. Él le dejó una nota a Nightshade detallando sus planes. La bomba estaba todavía allí, enterrada bajo los escombros y la Yihad estaba al tanto de su presencia. Flag se coló y se abrió camino hasta la propia bomba. Luchó personalmente contra el líder de Yihad, Rustam, justo antes de que la bomba explotara.
Después de su muerte, Flag apareció en una edición de Capitán Átomo, donde su alma fue salvada de una eternidad en el purgatorio y se reunió con Karin en el paraíso. Su yo del purgatorio también aparece en la serie limitada Día del Juicio. Junto con otras almas consolidadas del Purgatorio, la batalla contra los agentes celestiales en el nombre de un grupo de superhéroes que aún viven. Como se indica en la edición cinco de la serie, sus acciones rebeldes le ganan otra oportunidad después de la vida.
Un año después en Checkmate (vol. 2) #6, Rick Flag aparece vivo y es rescatado de una prisión secreta Qurac por el Tigre de Bronce. Había estado preso allí durante cuatro años, hasta que Amanda Waller lo descubrió y alertó al Tigre de su paradero. Rick se reveló más tarde como el líder en una unidad del Escuadrón Suicida clandestino a petición de Amanda Waller, y en contra de la mandato expresado de la organización Checkmate.
Bob Greenberger, que cocreó el Escuadrón Suicida junto a John Ostrander, se ha opuesto públicamente a la resurrección de Rick Flag. De acuerdo con Greg Rucka, la posterior reaparición de Rick Flag no tuvo nada que ver con Infinite Crisis, y John Ostrander ha indicado que él sabía cómo Rick Flag pudo sobrevivir a la explosión en Jotunheim cuando lo escribió por primera vez.
Como se ve en Suicide Squad: Raise the Flag #2, Rustam utilizó su cimitarra para teletransportarse él y a Rick Flag hasta Skartaris. En Raise the Flag #5, el General Wade Eiling admite que Rick Flag Jr. no es en realidad el hijo de Rick Flag Sr., pero es un soldado llamado Anthony Miller al que Eiling le lavó el cerebro para que crea que era hijo de Flag. El acondicionamiento de Miller significa que Eiling todavía tiene el control de él, y lo utiliza como parte de su adquisición del Escuadrón Suicida. Obligado a activar un implante explosivo en el cerebro de Amanda Waller, Miller se libera de su control mental como para activar el implante de Eiling en su lugar, dejándolo indefenso para ser capturado. Ante la posibilidad de renunciar a su presunta identidad y volver a casa, Miller decide que el Escuadrón Suicida necesita un Rick Flag, y rechaza la oferta.

### Rick Flag III
El joven hijo de Rick Flag Jr. y Karin Grace, quien también compartió su nombre, fue introducido en Suicide Squad #50. El niño fue secuestrado por Koschei el Inmortal (Jess Bright) un miembro de la Yihad, pero fue rescatado por Némesis del Escuadrón Suicida. Desde entonces ha aparecido en Suicide Squad: Raise the Flag #4, en el que Flag Jr y Tigre de Bronce visitan su hogar adoptivo, pero Flag se niega a acercarse a él.

## En otros medios

### Televisión
- Rick Flag Jr. aparece en Liga de la Justicia Ilimitada episodio "Fuerza Especial X" con Adam Baldwin como Flag. Al igual que los cómics, el coronel Rick Flag Jr. es el líder del grupo especial X, hijo de Rick Flag Sr. y un patriota de su país. Reclutó a Capitán Bumerang, Rey Reloj (Temple Fugate), Deadshot y Plastique para una misión de sigilo para robar el Aniquilador de la Atalaya para Amanda Waller y el resto de Proyecto Cadmus. Su padre Rick Flag Sr. es mencionado por Waller, donde le dice a Rick que su "padre estaría orgulloso."

- Rick Flag aparece en el episodio de estreno de la décima y última temporada de Smallville, "Lázaro" interpretado por Ted Whittall. Él captura e interroga a Flecha Verde, así como en el episodio dos de la décima temporada, "Escudo", como el líder del Escuadrón Suicida, junto con Deadshot y Plastique. Él aparece una vez más en el episodio siete, "Emboscada", junto con Emil LaSalle donde visita al general Sam Lane, que amenaza su agenda de derribar a la Ley de Registro de Vigilantes. En el episodio 12, "Colateral", se revela que Flag ha sido chantajeado para trabajar por Chloe Sullivan, que también está tratando de acabar con la Ley de Registro de Vigilantes.
- Rick Flag Sr. aparecerá en Creature Commandos, [17] con la voz de Frank Grillo. [18] Esta versión es el líder del equipo titular. Grillo dijo que su personaje tenía más seriedad que Rick Jr. y era un líder competente.[19]

### Películas

#### Animación
- Rick Flag Sr. aparece en Justice League: The New Frontier con la voz de Lex Lang. Se desempeña como instructor de Hal Jordan, actuando de manera similar a un sargento de instrucción. Flag es también el copiloto de Hal durante una misión a Marte, surgida de la llegada del Detective Marciano. Cuando la nave espacial está dañada, Flag detona varias bombas a bordo de la nave, matando a Flag mientras que Hal es salvado por Superman. El joven Rick Flag Jr. hace un cameo al final de la película.

#### Acción en vivo
- Rick Flag aparece en la adaptación de acción en vivo del Escuadrón Suicida (2016), interpretado por Joel Kinnaman.[20] Inicialmente iba a ser interpretado por Tom Hardy,[21] pero los conflictos de calendario con El renacido llevaron a Hardy a abandonar el papel.[22] Es un oficial de las Fuerzas Especiales contratado por Amanda Waller para vigilar a June Moone, de quien se enamora, y luego se le encomendó liderar el Escuadrón Suicida durante las misiones de campo. Su motivo durante el transcurso de la película es liberar a June Moone de la antigua diosa Encantadora. Cuando se enfrenta a Deadshot por los detalles de la misión luego de que Waller es capturada por el ejército de la Encantadora, él releva al Escuadrón de sus deberes, pero elige continuar, y el resto del Escuadrón finalmente decide ayudarlo. Él y El Diablo son los únicos en salir de las ilusiones de la Encantadora. Al luchar contra la Encantadora, dispara una bomba y Killer Croc, lo lanza hacia la "máquina" de la Encantadora mientras Deadshot dispara la bomba, forzándola a explotar. Él amenaza a la Encantadora con su propio corazón para liberar a June de la maldición, y la Encantadora se niega y se burla de él, y Flag, recordando una promesa a June (en la cual él habría detenido a la Hechicera incluso si eso significa sacrificar a June) se obliga a sí mismo a aplasta el corazón, matando a la Encantadora y aparentemente a June también. Sin embargo, June sobrevive y se reencuentran.
- Kinnaman volvió a interpretar el papel de Flag en la película The Suicide Squad (2021).[23] En la película, Flag dirige a su equipo Fuerza Especial X para destruir Jötunheim, Corto Maltese, pero cada uno es asesinado, excepto él y Harley Quinn. Es rescatado por un grupo de rebeldes y dirige un segundo equipo compuesto por Bloodsport, Peacemaker, Nanaue, Polka-Dot Man y Ratcatcher 2 para ir a salvar a Quinn. Flag, Peacemaker y Ratcatcher 2 ingresan al laboratorio con el Pensador, al decirles que el gobierno estadounidense había financiado en secreto los experimentos en Corto Maltés durante décadas al traer a Starro a la Tierra. Después que Flag intentaba exponerlo a la prensa con un disco duro que sacó del ordenador central, es asesinado por Peacemaker antes de que Ratcatcher 2 lo tomara antes de escapar.

### Videojuegos
- Rick Flag Jr. aparece en Batman: Arkham Origins Blackgate, donde Adam Baldwin retoma el papel. Él y Amanda Waller supervisan el trabajo de Batman en la Prisión de Blackgate. En la escena poscréditos, él y Amanda Waller consiguen a Deadshot y Tigre de Bronce para unirse al Escuadrón Suicida.